# Otocephala
Otocephala – klad ryb doskonałokostnych (Teleostei), obejmujący śledziopodobne, otwartopęcherzowe i Alepocephali, które wyewoluowały około 230 milionów lat temu. Wyodrębniono je do osobnego taksonu ze względu na charakterystyczne połączenie pomiędzy pęcherzem pławnym a uchem wewnętrznym. Inne nazwy proponowane dla tej grupy ryb to Ostarioclupeomorpha i Otomorpha. 

## Klasyfikacja
Do Otocephala zaliczane są:
- śledziopodobne (Clupeomorpha)
- Alepocephali (takson klasyfikowany wcześniej jako Alepocephaloidei, obejmujący 3 rodziny wyodrębnione ze srebrzykokształtnych)
- otwartopęcherzowe (Ostariophysi)